# 紀元前237年
紀元前237年（きげんぜん237ねん）は、ローマ暦の年である。
当時は、「ルキウス・コルネリウス・レントゥルス・カウディヌスとクィントゥス・フルウィウス・フラックスが共和政ローマ執政官に就任した年」として知られていた（もしくは、それほど使われてはいないが、ローマ建国紀元517年）。紀年法として西暦（キリスト紀元）がヨーロッパで広く普及した中世時代初期以降、この年は紀元前237年と表記されるのが一般的となった。

## 他の紀年法
- 干支 : 甲子
- 日本
  - 皇紀424年
  - 孝霊天皇54年
- 中国
  - 秦 - 始皇10年
  - 楚 - 幽王元年
  - 斉 - 斉王建28年
  - 燕 - 燕王喜18年
  - 趙 - 悼襄王8年
  - 魏 - 景湣王6年
  - 韓 - 韓王安2年
- 朝鮮 :
- ベトナム :
- 仏滅紀元 : 310年
- ユダヤ暦 :

## できごと

### カルタゴ
- ハミルカル・バルカが敵の傭兵をうち破ったことで、カルタゴ内での政治的地位が上昇し、イベリア半島の侵略を推進しようとした。しかし、地主への広報者である大ハンノはこの侵略政策に反対した。
- それにもかかわらず、ハミルカル・バルカは共和政ローマとの戦争を再開できる拠点を作る目的で、イベリア半島に軍を向けた。ハミルカルは、類稀な統率力と外交力で、カルタゴの支配権を多くのスペインの部族に広げた。

### 中国
- 秦の相国の呂不韋が前年の嫪毐の事件に連座して罷免された。
- 斉と趙が秦に来朝し、酒宴が開かれた。
- 秦王政が斉人の茅焦の進言を容れて、母の太后を雍から迎えて咸陽に入れ、再び甘泉宮に住まわせた。
- 秦で他国人の追放令（逐客令）が出された。李斯は、手紙を秦王政に出して追放令の撤回を求めた。この「諫逐客書」は実に理路整然とした名文で、後に文選にも収録されているほどである。政もこの名文に説得されて追放令の撤回を決めた。

## 死去
- 荀子 - 儒教の哲学者の一人（紀元前310年生）